# Roberta
Roberta – żeński odpowiednik imienia Robert.
Roberta imieniny obchodzi: 17 kwietnia, 29 kwietnia, 13 maja, 7 czerwca i 18 lipca.
Znane osoby noszące to imię: 
- Roberta Flack, wokalistka amerykańska śpiewająca jazz, soul i folk
- Roberta Vinci, włoska tenisistka
- Roberta Williams, amerykańska projektantka gier komputerowych

Zobacz też:
- (335) Roberta, planetoida
- Roberta (film 1935)